# Quan hệ Hy Lạp – Việt Nam
Quan hệ song phương giữa Cộng hòa Hy Lạp và Cộng hòa Xã hội chủ nghĩa Việt Nam được thiết lập trên nền tảng ngoại giao hữu nghị, hợp tác ngày càng được mở rộng trong nhiều lĩnh vực. Việt Nam đặt đại sứ quán tại thủ đô Athens, trong khi Hy Lạp có đại sứ quán tại Hà Nội.

## Lịch sử
Mặc dù Hy Lạp và Việt Nam trong lịch sử cổ đại ít có mối quan hệ trực tiếp, một số ghi chép cho thấy trong thời kỳ tồn tại của vương quốc Phù Nam – vốn là một phần phía Nam Việt Nam và Campuchia ngày nay – các thương nhân Hy Lạp từng có giao thương gián tiếp với Phù Nam thông qua các tuyến thương mại hàng hải cổ. Nhiều ngọc quý và sản vật Phù Nam được ghi nhận là đã từng xuất hiện tại các chợ Hy Lạp cổ đại, phản ánh nhận định của người Hy Lạp thời đó về Phù Nam như một nền văn minh thịnh vượng. Tuy nhiên, sau sự suy tàn của Phù Nam và sự trỗi dậy của các nhà nước cổ như Đại Việt, Champa và Đế quốc Khmer, mối quan hệ với Hy Lạp hầu như không còn hiện diện.
Trong giai đoạn Đế chế La Mã và Đế chế Byzantine (do người Hy Lạp chi phối), hàng hóa phương Đông từ Việt Nam như lụa, gấm, hương liệu, tổ yến, ngọc trai, gỗ quý... chỉ đến được châu Âu thông qua Con đường tơ lụa và tuyến hàng hải Ấn Độ Dương, không thông qua tiếp xúc trực tiếp với người Hy Lạp.
Sau sự kiện thành Constantinople thất thủ năm 1453, phải đến thế kỷ 20, quan hệ giữa hai nước mới thực sự được thiết lập trên bình diện ngoại giao chính thức.

### Chiến tranh Đông Dương
Trong cuộc Chiến tranh Đông Dương lần thứ nhất (1946–1954) giữa quân đội Pháp và lực lượng Việt Minh do Chủ tịch Hồ Chí Minh lãnh đạo, có một người Hy Lạp tên Kostas Sarantidis – từng là lính trong Quân đội Pháp – đã đào ngũ và gia nhập hàng ngũ quân đội Việt Minh. Ông lấy tên Việt là Nguyễn Văn Lập, nói thành thạo tiếng Việt và kết hôn với một phụ nữ Việt Nam.
Với những đóng góp trong công cuộc kháng chiến chống Pháp, ông đã được Nhà nước Việt Nam trao tặng nhiều danh hiệu cao quý, bao gồm:
- Huân chương Hữu nghị
- Quốc tịch Việt Nam (năm 2011)[3]
- Danh hiệu Anh hùng Lực lượng Vũ trang Nhân dân (năm 2013) – ông là người nước ngoài duy nhất từng nhận danh hiệu này.[4]  Ngoài ra, ông còn được trao các Huân – Huy chương kháng chiến hạng Nhì và hạng Ba vì những cống hiến của mình.[5]

### Chiến tranh Việt Nam
Mặc dù Hy Lạp không trực tiếp tham chiến trong Chiến tranh Việt Nam, một bộ phận người Hy Lạp sinh sống tại Úc là thành viên Lực lượng Quốc phòng Úc đã tham chiến tại Việt Nam trong đội hình quân đội Úc, chiến đấu bên phía miền Nam chống lại lực lượng quân Giải phóng miền Bắc.

## Quan hệ hiện tại
Kể từ sau công cuộc Đổi Mới (1986), Việt Nam từng bước hội nhập sâu rộng vào nền kinh tế toàn cầu, trong đó quan hệ với Hy Lạp cũng được xây dựng và củng cố. Hai nước thiết lập quan hệ ngoại giao chính thức và duy trì hợp tác trong nhiều lĩnh vực như ngoại giao, thương mại, văn hóa và giáo dục.
Trong những năm gần đây, quan hệ hai nước được đánh giá là tốt đẹp và tích cực, với việc Hy Lạp ủng hộ Việt Nam ký kết và triển khai Hiệp định thương mại tự do Việt Nam – Liên minh châu Âu (EVFTA), trong đó Hy Lạp là một thành viên. Hợp tác ngoại giao và kinh tế cũng được thúc đẩy, thông qua các chuyến thăm song phương và các hoạt động tăng cường giao lưu nhân dân.
Trong đại dịch COVID-19, Chính phủ Hy Lạp đã viện trợ 250.000 liều vaccine ngừa COVID-19 cho Việt Nam, thể hiện tinh thần hợp tác và đoàn kết quốc tế giữa hai nước trong bối cảnh toàn cầu khó khăn.